# Vagajskij rajon
Il Vagajskij rajon (in russo Вагайский район?) è un rajon dell'Oblast' di Tjumen', nella Russia asiatica.